# VIR
«VIR» — второй музыкальный альбом белорусского исполнителя Vinsent, выпущенный в 2015 году лейблом PIARSHAK.

## Об альбоме
Тексты к песням альбома написал сам Винсент.
Также в работе над альбомом принимали участие битмейкеры:
- BEATSCRAZE (1 песня)
- PS BEATS (2,3,6,7,9 песни)
- TONE JONES (4 песня)
- DIAMOND STYLE (5 песня)
- ELITE PRODUCERS (8 песня)
- SCARECROW BEATS (10 песня).

Запись проводилась на KAVA RECORDS. Мастеринг — IVANEY SOUND. Музыкальный продюсер — Алексей Драко. Бэк-вокал — Виктория Расолька, Ирина Расолька, Артём Ситников. Фото — Дмитрий Кужальков. Дизайн — Алесь Волянюк, Илья Шиманский. Администрирование — Павел Белоус.

"VIR — это символ постоянного движения, событий вокруг нас. Мне кажется, альбом получился как непрерывный водоворот — волна энергии, которая все подхватит и понесет вперед. Что касается звука, то хотелось найти золотую середину между экспериментами с электроникой и живым традиционным звучанием. Если говорить о текстах, такие важные для жанра, то на альбоме большую часть занимают рассуждения о вечных постулатах: силу духа и покой, любовь, войну и мир. Мне кажется, что альбом имеет сразу два настроения: безудержный позитив и сокрушительная печаль, настроения смешиваются и создают своеобразный водоворот "
Оригинальный текст (бел.)«Вір – гэта сымбаль няспыннага руху, падзеяў вакол нас. Мне падаецца, альбом атрымаўся як той няспынны вір – хваля энэргіі, якая ўсё падхопіць і панясе наперад. Што да гуку, то хацелася знайсьці залатую сярэдзіну паміж экспэрымэнтамі з электронікай і жывым традыцыйным гучаньнем. Калі казаць пра тэксты, так важныя для жанру, то на альбоме большую частку займаюць развагі пра вечныя пастуляты: сілу духу й супакой, любоў і каханьне, вайну й мір. Мне здаецца, што альбом мае адразу два настроі: нястрымны пазытыў і скрышальны смутак, настроі зьмешваюцца і ствараюць своеасаблівы вір»..
— Vinsent для 34mag.net

## Список композиций
Все тексты написаны Винсентом.
| №                   | Название            | Длительность |
| ------------------- | ------------------- | ------------ |
| 1.                  | «Горад»             | 2:13         |
| 2.                  | «Жывы»              | 3:50         |
| 3.                  | «Лётаць»            | 3:38         |
| 4.                  | «Наперад»           | 3:26         |
| 5.                  | «Музыка»            | 3:49         |
| 6.                  | «Вайна»             | 4:30         |
| 7.                  | «Заўтра»            | 3:29         |
| 8.                  | «Адпусьці»          | 3:47         |
| 9.                  | «Там»               | 4:07         |
| 10.                 | «Дай нам знак»      | 4:05         |
| Общая длительность: | Общая длительность: | 36:54        |